# Atys (Mysliveček)
Atys (v italském originále Atide) je italská opera ve třech dějstvích českého skladatele Josefa Myslivečka na libreto Tomasa Stanzaniho, které vychází ze řecké legendy o Atysovi (synu Kroisa), antickém králi Lýdie. Nepřímým vzorem pro Stanzaniho libreto bylo dřívější francouzské libreto Philippa Quinaulta, které zhudebnil Jean-Baptiste Lully jako Atys v roce 1676. Tato opera (a všechny ostatní Myslivečkovy opery) náleží k žánru vážné opery nazývanému v italštině opera seria.

## Vznik a historie díla
Opera Atys byla poprvé provedena v padovském Teatro Formagliari 6. června 1774. Je to poslední Myslivečkovo dílo spojené s městem Padovou, pro které složil tři oratoria a brilantní sérii houslových koncertů. Intenzitu Myslivečkovy práce na skládání oper v roce 1774 odráží skutečnost, že v "Atysovi" použil již dřívější předehru a několik svých starších árií. Pro operní centrum menšího významu, jako byla Padova, patrně nechtěl vynaložit větší péči. Obsazení bylo jedno z nejskromnějších - co do počtu i známosti účinkujících -, pro které komponoval poté, co založil svůj věhlas v Neapoli roku 1767 svým Bellerofontem. O přijetí této opery v Padově ani o případných dalších nastudováních nejsou žádné zprávy.

## Osoby a první obsazení
| Osoba                                                                   | Hlasový obor     | Premiéra (červen 1774) |
| ----------------------------------------------------------------------- | ---------------- | ---------------------- |
| Atys (Atide), král Lýdie, ženich Hésioné, pak zamilovaný do Erisseny    | soprán (kastrát) | Michele Neri           |
| Adrastos (Adrasto), fryžský princ, zamilovaný do Erisseny               | tenor            | Giovanni Rubinelli     |
| Erissena, dcera Lýkastra, zamilovaná do Adrasta                         | soprán           | Angela Galliani        |
| Lýkastros (Licastro), král Lýkie, otec Erisseny                         | bas              | Antonio Ansani         |
| Hésioné (Esione), princezna a dědička království Kilíkie, nevěsta Atyse | soprán           | Anna Benvenuti         |